# NGC 3814
NGC 3814 este o galaxie lenticulară situată în constelația Leul. A fost descoperită în 25 aprilie 1881 de către Édouard Stephan⁠(d).